# Mojtaba Bahadori
Mojtaba Bahadori, né à Chiraz est un réalisateur, producteur, photographe et artiste visuel franco-iranien. Il est principalement connu pour son documentaire On Melting Snow (2024), récompensé par le Prix des Nations Unies sur le changement climatique lors de la COP29.

## Biographie
Mojtaba Bahadori a étudié le cinéma à l'Université d'art de Téhéran avant de poursuivre sa formation à l'École Louis-Lumière à Paris, où il s'est spécialisé en direction de la photographie et montage.

### Carrière
Bahadori collabore avec des cinéastes tels que Chantal Akerman, Abbas Kiarostami et Béla Tarr. Il est également actif dans la photographie et la gemmologie.
En tant que photographe, il est récompensé par le Prix IBDAA en 2008 et ses œuvres sont exposées en France, en Belgique et aux Émirats arabes unis.
En 2024, il réalise le documentaire On Melting Snow, qui explore les thèmes du changement environnemental et de la réflexion artistique après la pandémie de COVID-19.

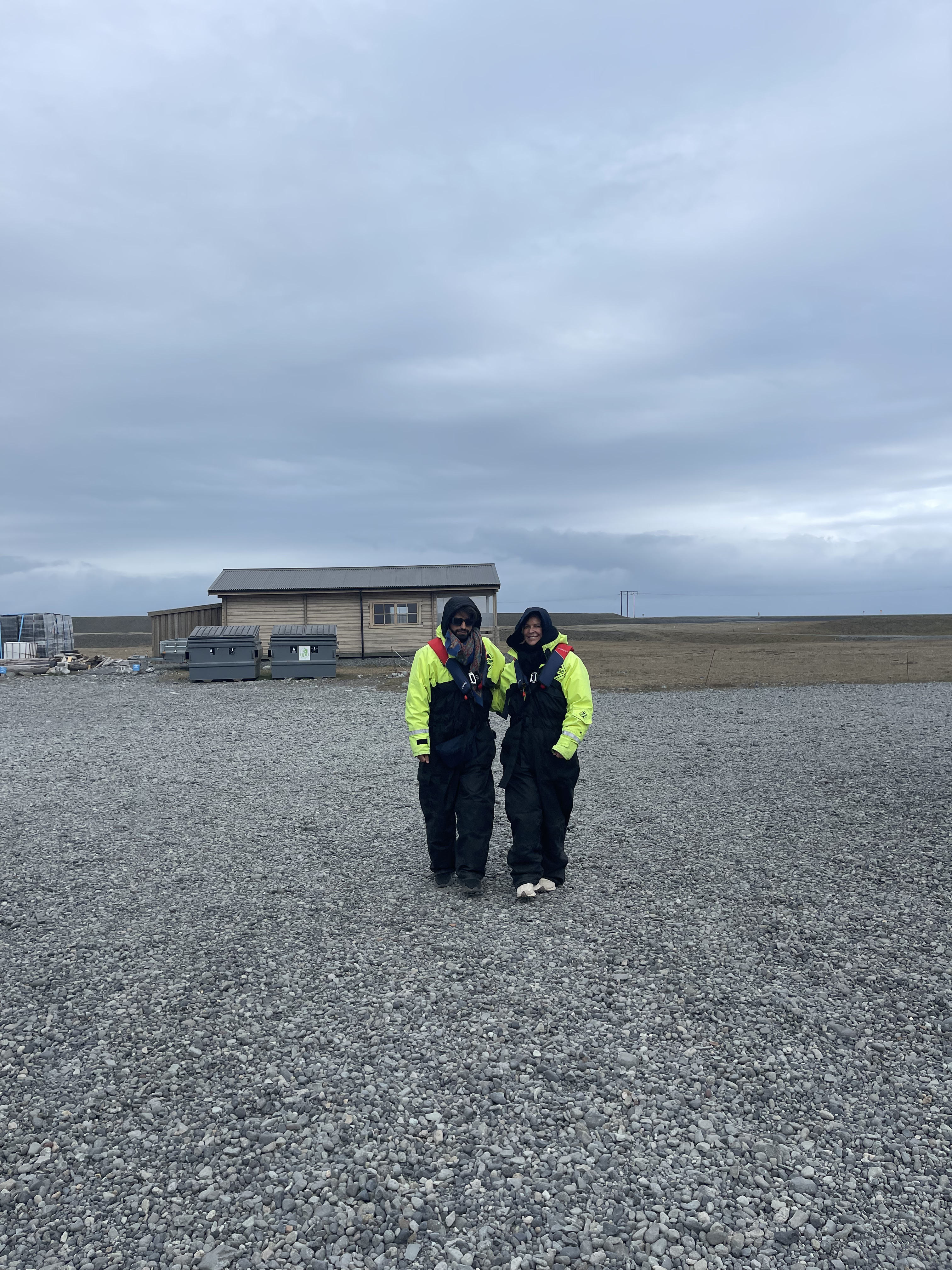
Mojtaba Bahadori et Sophie Cauvin en Islande lors du tournage de On Melting Snow.

Le film met en scène l'artiste belge Sophie Cauvin, qui explore les paysages transformés et la création artistique. On Melting Snow a reçu le Prix des Nations Unies sur le changement climatique lors de la COP29, en reconnaissance de son message environnemental,.

### Style artistique
Bahadori intègre souvent la poésie et la littérature dans son style cinématographique, influencé par ses mentors et sa relation avec la nature. Ses œuvres explorent des thèmes complexes comme la nature, l'expérience humaine et la réflexion artistique.

## Filmographie
- Crowded Village (2022) – Directeur de la photographie
- On Melting Snow (2024) – Réalisateur, Producteur, Directeur de la photographie, Monteur[4]

## Distinctions
- Prix IBDAA (2008) – Récompensant sa contribution à la photographie[1].
- Prix COP29 des Nations Unies (2024) – Pour le documentaire On Melting Snow[2],[5].